# Stor gemsrot
Stor gemsrot (Doronicum plantagineum) är en växtart i familjen korgblommiga växter.